# Julius Klostermann

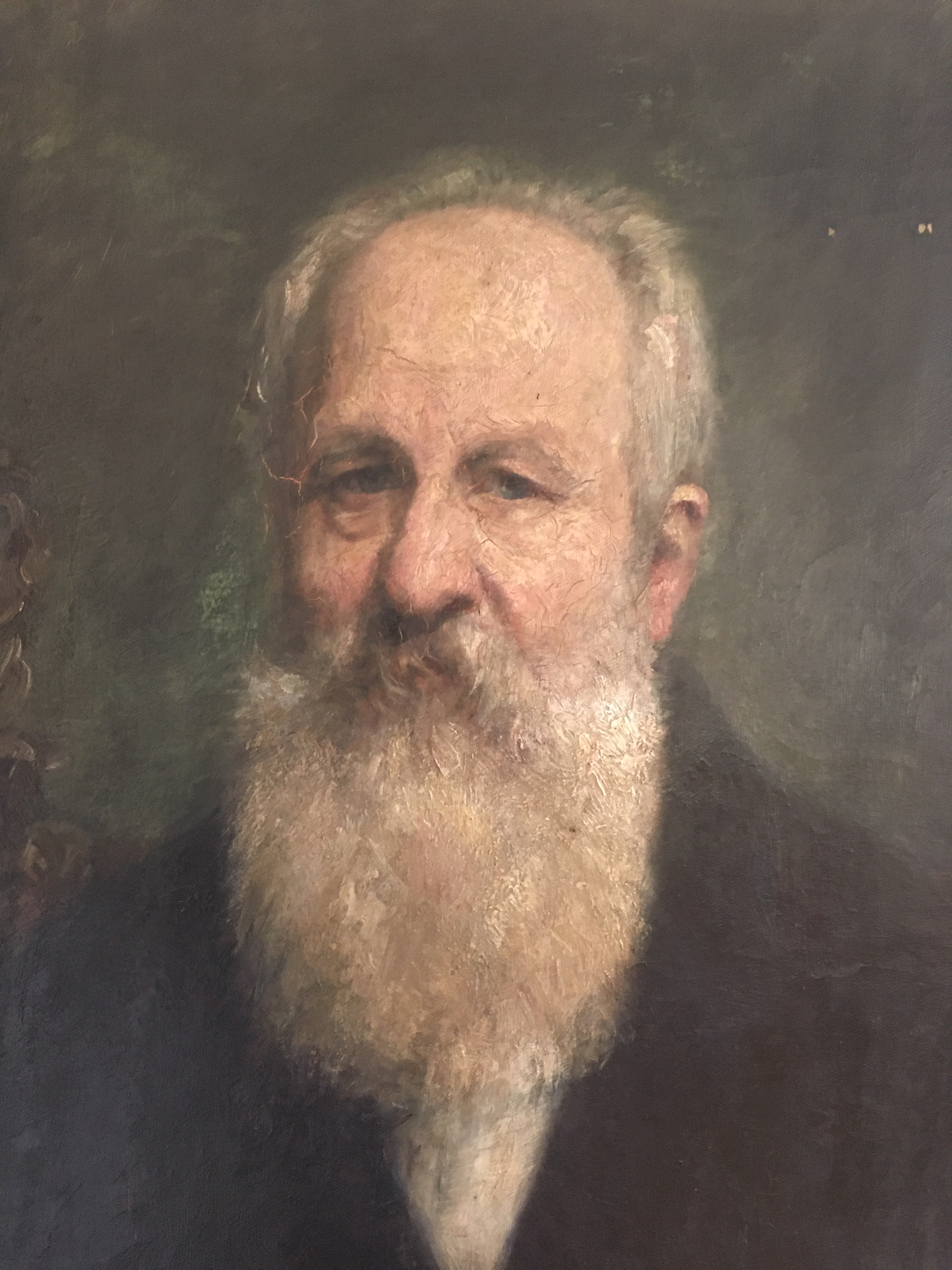
Julius Alfred Klostermann

Julius Alfred Klostermann (* 14. November 1826 in Wengern; † 12. Februar 1900 in Jena) war ein deutscher Kaufmann und schwedisch-norwegischer Generalkonsul in Messina, Italien.

## Ausbildung
Julius Alfred Klostermann wuchs zusammen mit seinem älteren Bruder Heinrich und dem jüngeren Bruder Rudolf in Wengern, einem heutigen Stadtteil von Wetter (Ruhr), auf. 1845 begann er seine kaufmännische Lehre bei dem Bankhaus Aders in Elberfeld. Klostermann blieb dort auch noch einige Jahre nach seiner Ausbildung.

## Die Tätigkeit als Kaufmann
Im Juli 1851 zog Klostermann nach Messina, das zum Königreich beider Sizilien gehörte. Dort trat er in das Geschäft des Konsuls Wilhelm Jaeger ein, dessen Frau eine geborene Aders war. In Messina heiratete Julius Klostermann 1855 Emilie Gonzenbach (* 26. September 1834 in Messina; † 12. März 1864 in Messina). Zusammen hatten sie vier Kinder: Emilie (* 9. März 1857 in Messina; † 5. Juli 1881 in Verna), Helene Luise (* 29. Juli 1858 in Messina; † 27. Mai 1935 in Putbus), Anna (* 25. März 1860 in Messina; † 24. Juni 1864 in Messina) und Alfred (* 28. November 1861 in Messina; † 24. November 1863 in Messina).
1862 stieg Klostermann aus dem Geschäft des Konsuls Jaeger aus und gründet gemeinsam mit seinem Schwiegervater das Export- und Manufakturengeschäft Gonzenbach-Klostermann & Co. 12 Jahre später wurde das Exportgeschäft aufgelöst, nachdem Klostermann von Julius Jaeger – einem Sohn von Wilhelm Jaeger – das Angebot bekommen hatte, Teilhaber am Geschäft W. Jaeger zu werden.

## Die Tätigkeit als Generalkonsul
Im Jahr 1856 wurde Julius Klostermann Vize-Konsul der Königreiche Schweden und Norwegen in Messina. 9 Jahre später wurde er dann durch den schwedischen König Karl XV. zum Generalkonsul von Schweden und Norwegen in ganz Sizilien ernannt. Nachdem seine erste Frau Emilie fünf Jahre zuvor verstorben war, heiratete Julius Klostermann im Jahr 1869 Helene Eckard (* 27. Januar 1849 in Messina). Das Paar hatte fünf Kinder: Eckard (* 5. September 1870 in Messina; † 18. September 1958 in Düsseldorf), Elisabeth (* 1. Januar 1872 in Messina) verheiratete Müllensiefen, Julius (* 26. Februar 1874 in Messina), Irmgard (* 13. Dezember 1880 in Messina) und Werner (* 4. Januar 1886 in Berlin).
Während seiner Zeit als Vize-Konsul und später als Generalkonsul von Schweden und Norwegen wurde das Haus Klostermann regelmäßig zum Treffpunkt von Wissenschaftlern und Naturforschern, darunter die Zoologen Ernst Haeckel, Ludwig Graff de Pancsova oder Anton Dohrn. So schrieb Ernst Haeckel in einem Brief an seine Braut: „Ganz vortreffliche und höchst liebenswürdige junge Leute sind aber die jungen Klostermanns“.
Ludwig Graff de Pancsova benannte sogar als Dank für die Gastfreundschaft die von ihm entdeckten Strudelwürmer nach Julius Klostermann, die Turbella Klostermanni. Für seine Verdienste als schwedisch-norwegischer Generalkonsul wurde Klostermann in den 70er Jahren mit dem Gustav-Wasa-Orden ausgezeichnet sowie 1882 mit dem Sankt-Olav-Orden.

## Auszeichnungen
- Cholera Orden für seine freiwilligen Dienste während der Cholera-Epidemie 1867[12]
- Gustav-Wasa-Orden[13]
- Sankt-Olav-Orden[14]